# Afraustraloxenodes hulleyi
Afraustraloxenodes hulleyi är en mångfotingart som beskrevs av Nguyen Duy-Jacquemin 2003. Afraustraloxenodes hulleyi ingår i släktet Afraustraloxenodes och familjen penseldubbelfotingar. Inga underarter finns listade i Catalogue of Life.